# 御手洗家、炎上する
『御手洗家、炎上する』（みたらいけ、えんじょうする）は、藤沢もやしによる日本の漫画作品。『Kiss』（講談社）にて、2017年5月号から連載を開始。作者の産休で2020年4月号から同年9月号まで休載を挟みつつ、2021年6月号をもって完結した。2023年7月に漫画を原作とするドラマがNetflixにて配信された。

## あらすじ
代々病院を経営する御手洗家は13年前、自宅兼診療所が全焼するという事件があった。原因は火の不始末とされ、燃えさかる家の前で母が土下座する光景を、御手洗家の長女・杏子はまざまざと見せつけられた。後日、責任を深く感じた母は2人の娘を引き取り、離婚することで事態は収束した。しかし、どうしても腑に落ちなかった杏子は、時を経て御手洗家に家政婦として潜入し、火事に隠された真相を暴くことを決意する。

## 登場人物

### 村田家
村田 杏子（むらた あんず） / 御手洗 杏子（みたらい あんず）＜旧名＞ / 山内 しずか（やまうち - ）＜偽名＞
本作の主人公。25→26歳。家政婦。東京都北西部（23区外）在住。妹の柚子とアパートで2人暮らし。
元々は開業医の令嬢として育ったが、火事の一件により両親が離婚。その後は母親の親権となり、庶民的な生活を送っていく。長らく母子家庭で育ったため、家事全般のスキルが非常に高い。また、機転が利く上に演技に長けるなど、万事に優れた才能の持ち主。
表向きは従順な家政婦を装っているが、その実態は「13年前に失った全てのものを奪い返す」ため御手洗家に近づき、そこから事件の真相を密かに探っている。派遣されて間もなく真希子の「2階に上がってはいけない」という言いつけを破り解雇されるが、後に復職する。その矢先、些細なことから希一に素性を見破られ、一時窮地に追い込まれるが、衝突の末に彼を協力者として懐柔する。
普段はマジメで落ち着いた振る舞いをしているが、実際はかなり勝気な性格。学生時代は眼鏡をかけていたが、現在は変装のためコンタクトレンズを着用している。
村田 柚子（むらた ゆず） / 御手洗 柚子（みたらい ゆず）＜旧名＞
杏子の妹。21→22歳。女子大生。姉とアパートで2人暮らしをしており、学業の傍らアルバイトをしている。
容姿は母親によく似ている。気弱な小心者だが、後先を考えない無鉄砲な面がある。当初から姉の潜入捜査には否定的だったが、後に思わぬ形で真二と再会し、そこから秘密裏に御手洗家を詮索していく。
離婚時まだ幼かったため、治との記憶はおぼろげ。希一・真二兄弟のこともあまり快く思っていないが、小学生時代は仲が良かった。
村田 皐月（むらた さつき） / 御手洗 皐月（みたらい さつき）＜旧名＞
治の前妻。46→47歳。千葉県出身。日本人の母とドイツ人の父を持つハーフ。実家先には母と兄一家が住んでいる。
才色兼備の持ち主（真希子曰く「根っからのお嬢様」）だったが、若いころから虚弱体質に悩まされていた。離婚してから数年後、極度のストレス状態が続いたことで心身を壊し、さらに部分的な記憶喪失に陥るほど容態が悪化したため入院生活を送っている。
火事が起きる前からシングルマザーの真希子とは杏子たちの通う小学校で知り合い親密になっていたが、その頃は真希子に大切にしていたものが少しずつ盗まれていたことは知らなかった。自宅を留守にしていたときに家が火事になったのを見て錯乱し、火の不始末をしたのは自分だと家族の前で謝ってしまう。
入院中に様子を見にきてくれる市原から真実を知る。元夫の治と再婚した真希子に失望は隠さず彼女に愛想を尽かす。
最後は退院を経て治と再会するものの寄りを戻すことはなく、ドイツの学校に留学する。

### 御手洗家
御手洗 治（みたらい おさむ）
杏子・柚子の実父、希一・真二の義父。代々続く開業医（専門は内科）の跡取り。4人姉弟の末っ子。
心根は優しいものの、保身的で流されやすい事なかれ主義者（杏子曰く「上辺だけの人」）。火事の原因を作った皐月と離婚し、まもなく真希子と再婚する。それから杏子・柚子とは顔を合わせていないが、後に真二の仲介を経て再会を果たす。
ストーリー中盤から真希子に対する疑念を募らせていき、やがて彼女と対立していく。最終的には真希子と離婚し、退院した皐月と寄りを戻そうとお願いするが、本人から断られる。
御手洗 真希子（みたらい まきこ） / 渡 真希子（わたり まきこ）＜旧名＞
本作のキーパーソン。治の後妻。46→47歳。
元々は貧しい生活を送るシングルマザーだったが、治と再婚してセレブ妻となる。読者モデルとして売り出し、偽りの私生活をインスタグラムに投稿している。
自他ともに認める強欲な性格。普段こそ柔和に振る舞っているが、その素顔はとても狡猾で野心に満ち溢れており、杏子からも強い警戒心を抱かれていた。才色兼備だった皐月とは異なり、教養がないことに負い目を感じている。
事件当日、火災現場に居合わせているところを杏子に目撃されており、真相の鍵を握っているとみなされている。
御手洗 希一（みたらい きいち） / 渡 希一（わたり きいち）＜旧名＞
真希子の長男。28→29歳。星座好き。
昔は弟想いの優しい兄だった。表向きは商社に勤めていることになっているが、実態は自室に引きこもっている社会不適合者（ニート）。真希子の再婚後、帝明大学の医学部へ裏口入学したものの、SNSにより噂が広まって中退。それ以降、重度の対人恐怖症に陥っている。
13年前の回想シーンなどから、事件にまつわる確信を握っている模様。また、事件前から真希子との間に深い確執が生まれるほどの束縛を受けていた。
当初、家政婦である杏子のことを邪険に扱っていたが、まもなく彼女の正体を見破る。それから杏子のことを利用し、母を失墜させようとするが失敗に終わる。その矢先、杏子の本意に触れて心を開き、クレアと並ぶ協力者になっていく。
御手洗 真二（みたらい しんじ） / 渡 真二（わたり しんじ）＜旧名＞
真希子の次男。25→26歳。パクチーが好物。
昔はゲーム好きの大人しい少年だった。帝明大学の医学生であり、医師になるため勉強中。真面目な勤勉家だが、素は天然で空気の読めない面がある。
本人曰く「昔から要領が悪い」らしく、大学受験も3浪している。虚偽の私生活をアピールする母親を快く思っておらず、希一との兄弟間にも亀裂が生じている。
登場後しばらくは杏子と接点がなかったものの、やがて兄に続いて正体に勘づく。さらに妹の柚子とも思いがけず再会し、それ以降顔を合わせるようになる。そうしていくうちに真実を言い出せないまま責任を感じ、13年前に御手洗家の火災を起こしたのは自分だと、真希子、杏子、柚子の前で告白する。
小原 睦美（おばら むつみ） 、美奈（みな） 、黒瀬 七緒（くろせ ななお）
治の姉たち。睦美が長姉、美奈が次姉、七緒が三姉。いずれも名門女子校の出身。
揃って承認欲求が強く、真希子のことを疎ましく思っている。
小原 雅史（おばら まさふみ）
睦美の一人息子、杏子・柚子の従弟。帝明大学の医学生。19歳。

### その他
クレア＜仮称＞ / 山内 しずか（やまうち - ）＜本名＞
杏子の友人であり、数少ない協力者。7月15日生まれ、25→26歳。千葉県出身、東京都武蔵野市在住。
学生時代から裁縫を得意とし、オリジナルブランドの衣服をネット販売している。協力の一環として、杏子に名義を貸し出している。
市原 美津子（いちはら みつこ）
御手洗病院に仕えるベテラン看護師。
実直な性格。真希子に依頼され、密かに村田家を詮索している。
皐月への信頼は変わらず、入院中の彼女を訪れている。13年前の火事の起きる直前では皐月と行動を共にしていた。
葛木 七海（かつらぎ ななみ）
帝明大学の教育学部に通う女子大生。21→22歳。姉がいる。千葉県出身。
ミスコンで準優勝に選ばれるほど容姿端麗だが、裏表の激しい打算的な性格。普段こそ清楚に振る舞っているが、その裏で密かにパパ活を行っているなど、真希子に劣らぬ強欲さの持ち主。
物語終盤、スキャンダルの火種を放ち、真希子が失脚する契機を作った。
野本 耕太郎（のもと こうたろう）
希一の高校時代の友人。現在はガソリンスタンドの雇われ店長をしている。
小菅（こすげ）
渡一家が住んでいたアパートの隣人。還暦過ぎの老婆。
ムジナ / 綿貫（わたぬき）＜本名＞
事件当時、真希子がmixiを介して知り合った人物。独身者。53歳。
セレブを装っていた真希子に憧れ、羨望の眼差しを向けていた。
船井（ふない）
葛木の新しい交際相手。父親がドバイで心臓外科医をしており、国内外に別荘をいくつも持っている。

## 書誌情報
- 藤沢もやし『御手洗家、炎上する』講談社〈KC Kiss〉、全8巻
  1. 2017年12月13日発売[3][4]、ISBN 978-4-06-398033-2
  2. 2018年3月13日発売[5]、ISBN 978-4-06-511121-5
  3. 2018年9月13日発売[6]、ISBN 978-4-06-512958-6
  4. 2019年3月13日発売[7]、ISBN 978-4-06-514796-2
  5. 2019年9月13日発売[8]、ISBN 978-4-06-517045-8
  6. 2020年3月13日発売[9]、ISBN 978-4-06-519004-3
  7. 2020年12月11日発売[10]、ISBN 978-4-06-521402-2
  8. 2021年6月11日発売[11]、ISBN 978-4-06-522427-4

## 配信ドラマ
Netflixにより製作され、2023年7月13日より配信中。主演は永野芽郁。

### あらすじ
代々病院を経営する御手洗家は13年前、自宅兼医院が全焼するという事件があった。原因は台所での火の不始末とされ、燃えさかる家の前で母が土下座する光景を、御手洗家の長女・杏子（あんず）はまざまざと見せつけられた。後日、責任を深く感じた母は2人の娘を引き取り、離婚することで事態は収束した。しかし、火事の当日燃えさかる炎を見ながら、ほくそ笑む真希子を見かけた杏子は、火事を起こしたのは真希子のせいではないかとの疑念が湧いていた。時を経て今は御手洗家の後妻におさまっている真希子を調べるため、家政婦として潜入し、火事に隠された真相を暴くことを決意する。

### キャスト

#### 主要人物
山内しずか（やまうち - ）＜偽名＞村田杏子（むらた あんず） ＜本名＞ / 御手洗杏子（みたらい あんず）＜旧姓名＞ /
演 - 永野芽郁（少女期：白鳥玉季）
御手洗家に派遣される家政婦。
御手洗真希子 （みたらい まきこ） / 渡真希子（わたり まきこ）＜旧姓名＞
演 - 鈴木京香
御手洗家の後妻。

#### 周辺人物
御手洗希一 （みたらい きいち） / 渡希一（わたり きいち）＜旧姓名＞
演 - 工藤阿須加（青年期：中川翼）
真希子の連れ子。御手洗家の長男。
御手洗真二 （みたらい しんじ） / 渡真二（わたり しんじ）＜旧姓名＞
演 - 中川大志（少年期：山城琉飛）
真希子の連れ子。希一の弟。帝明大学に通う医大生。
村田柚子（むらた ゆず） / 御手洗柚子（みたらい ゆず）＜旧姓名＞
演 - 恒松祐里（幼少期：真木ことか）
杏子の妹。姉とは正反対な無鉄砲さが武器。
クレア ＜仮称＞ / 山内しずか（やまうち - ）＜本名＞
演 - 北乃きい
杏子の親友で、御手洗家潜入の協力者。
村田皐月 （むらた さつき） / 御手洗皐月（みたらい さつき）＜旧姓名＞
演 - 吉瀬美智子
杏子の母。13年前の大火事で心身を壊した。
御手洗治（みたらい おさむ）
演 - 及川光博
真希子の再婚相手。杏子・柚子の実父で希一・真二の義父。
「みたらい病院」の三代目院長。専門は内科。4人姉弟の末っ子。

#### その他
市原美津子
演 - 濱田マリ
15年間「みたらい病院」に勤務する看護師長。真希子の手先。
葛木七海
演 - 小西桜子
帝明大学教育学部の学生。ミスコンで準優勝している。

#### ゲスト

##### 第1話
小林、佐久間、阿部慎吾
演 - 山口貴也（第2話・第4話・第5話・最終話）、小河原義経（第2話）、遠藤雄斗（第2話）
帝明大学に通う真二の学友。
レポーター
演 - 登坂淳一（最終話）
13年前、「武蔵ヶ丘の住宅で火災」と御手洗家の前からリポートしていた記者。
本橋
演 - 二階堂智
成岡総合病院の皐月の主治医。彼女が「全生活史健忘症」であることを家族に告げる。
主婦
演 - 氏家恵（第4話・最終話）、吉野晶（最終話）、吉澤実里（最終話）
御手洗家炎上騒ぎに詰めかけた近所の野次馬。

##### 第2話
吉崎琴美
演 - 奥田恵梨華（第3話・第5話 - 第7話）
専光社の雑誌「Shine」編集者。読者モデルである真希子を担当する。
松浦
演 - 猫背椿
真希子が契約するトランクルームの近隣住人。「中にゴミ入れてるでしょ」と真希子にクレームを付ける。
栄、里香
演 - カゴシマジロー、冨樫真
火事で焼け出されて離婚後、村田母娘がしばらく身を寄せていた家の夫婦。
富沢奈々、中森
演 - 吉田芽吹（第5話）、うらじぬの（第5話）
真希子を担当するヘアメイクとカメラマン。

##### 第3話
先代院長
演 - 須永慶（第5話）
「みたらい病院」の先代院長。治の父。

##### 第4話
野本耕太郎
演 - 田島亮（青年期：椿原慧）
希一の三沢野中学時代の友人。一緒に不良グループに属していた。
タクシー運転手
演 - 岩田丸
真希子を乗せた運転手。
ウェイトレス
演 - 浦田麻緒（第5話）
治と柚子が会った喫茶店のウェイトレス。
女子生徒
演 - 咲希、星優南、鈴木陽菜、三船はな
杏子の中学時代の同級生たち。クラスのグループメールで「転落人生」「落ちぶれ貴族」「不幸少女」など杏子の悪口を書く。

##### 第5話
睦美、美奈、黒瀬七緒
演 - 山下容莉枝、片岡礼子、金谷真由美
治の姉たち。皐月にも真希子にも手厳しい。
小原雅史
演 - 黒川大聖
睦美の息子。帝明大学の医学生。
御手洗一族
演 - 川守田政人、田中啓三、神崎孝一郎
親戚の食事会参加メンバー。
アンミカ
演 - アンミカ（本人役）
真希子が出演した番組「アンミカのプレミアムトークセッション」司会者。
モチママ
演 - 伊藤修子（第6話）
ハンドルネーム「エリーゼ」のmixiのコミュニティ（通称エリコミュ）のメンバー。ファンミーティングが行われていたことを柚子に教える。
山茶花（さざんか）
演 - 島邑みか（第6話）
エリコミュのメンバー。13年前の12月21日にエリーゼと会ったことと、エリーゼと直接連絡を取れるのはコミュ管理人の「ムジナ」だけだと柚子に告げる。

##### 第6話
ムジナ / 綿貫君代
演 - 峯村リエ（第7話）
mixiの「エリーゼさんに憧れる」コミュニティ管理人。ファンミーティングで秘かに写真を撮っていた。
倉敷
演 - 多田木亮佑
葛木七海のパパ活相手。
寺西智也
演 - 長友郁真
真希子出演の番組スタッフ。
記者
演 - 依田哲哉、星野卓誠（第7話）
ネットで炎上した真希子を問い詰める記者たち。

##### 第7話
大沼、富里
演 - 野間口徹（最終話）、田中幸太朗（最終話）
警視庁成岡警察署刑事。13年前の御手洗家火災について再捜査に着手し、真希子に署までの任意同行を求める。
記者
演 - 武藤心平、こんばやし元樹
自宅前で御手洗夫婦に囲み取材する記者たち。
アシスタント、コメンテイター
演 - 服部彩加、うえのやまさおり（役名：三吉）
真希子の数々の嘘を暴くテレビのワイドショーの出演者。
今江、鹿島
演 - めがね、亀田侑樹
御手洗家前から24時間情報発信する配信者カップル。

##### 最終話
医学生
演 - 大政凛
帝明大学の医学生。葛木七海の新しい彼氏。

### スタッフ
- 原作 - 藤沢もやし『御手洗家、炎上する』（講談社『Kiss KC』刊）[12]
- 脚本 - 金子ありさ[12]
- 音楽 - 小林武史[45]
- 主題歌 - Vaundy「カーニバル」[46]
- 監督 - 平川雄一朗、神徳幸治[13]
- エグゼクティブ・プロデューサー - 高橋信一[12]
- プロデュース - 春名慶[12]
- プロデューサー - 内山雅博、小林美穂[13]
- タイトルロゴデザイン - 荘司哲郎（サリダス）
- 制作プロダクション - オフィスクレッシェンド[12]
- 企画・製作 - Netflix[12]

### 配信日程
2023年7月13日配信開始。エピソード1からエピソード8まで一挙配信。